# Nederlandse kampioenschappen schaatsen afstanden 2008 - 5000 meter vrouwen
De 5000 meter vrouwen op de Nederlandse kampioenschappen schaatsen afstanden 2008 werd gehouden op zondag 28 oktober 2007. Titelverdedigster was Gretha Smit, die de titel pakte tijdens de Nederlandse kampioenschappen schaatsen afstanden 2007.

## Statistieken

### Uitslag
| #      | Schaatser               | Tijd    |
| ------ | ----------------------- | ------- |
| Goud   | Gretha Smit             | 7.09,23 |
| Zilver | Diane Valkenburg        | 7.16,91 |
| Brons  | Mireille Reitsma        | 7.21,45 |
| 4      | Elma de Vries           | 7.23,27 |
| 5      | Jorien Voorhuis         | 7.24,62 |
| 6      | Daniëlle Bekkering      | 7.26,93 |
| 7      | Helen van Goozen        | 7.28,59 |
| 8      | Foske Tamar van der Wal | 7.31,23 |
| 9      | Wieteke Cramer          | 7.36,34 |

1987 · 
1988 · 
1989 · 
1990 · 
1991 · 
1992 · 
1993 · 
1994 · 
1995 · 
1996 · 
1997 · 
1998 · 
1999 · 
2000 · 
2001 · 
2002 · 
2003 · 
2004 · 
2005 · 
2006 · 
2007 · 
2008 · 
2009 · 
2010 · 
2011 · 
2012 · 
2013 · 
2014 · 
2015 · 
2016 · 
2017 · 
2018 · 
2019 · 
2020 · 
2021 · 
2022 · 
2023 · 
2024 · 
2025